# Villachiara
Villachiara ist eine norditalienische Gemeinde (comune) mit 1369 Einwohnern (Stand 31. Dezember 2023) in der Provinz Brescia in der Lombardei. Die Gemeinde liegt etwa 30,5 Kilometer südwestlich von Brescia am Oglio im Parco dell'Oglio Nord und grenzt unmittelbar an die Provinz Cremona.